# Solanum bauerianum
Solanum bauerianum ist eine ausgestorbene Pflanzenart aus der Gattung der Nachtschatten (Solanum). Sie kam nur auf der Norfolkinsel und der Lord-Howe-Insel vor. Das Artepitheton ehrt Ferdinand Bauer, der von 1804 bis 1805 auf der Norfolkinsel arbeitete.

## Merkmale
Solanum bauerianum war ein Strauch oder kleiner Baum, der eine Höhe von 3 Metern erreichte. Die Laubblätter waren wechselständig, unsymmetrisch und manchmal gepaart. Die 6 bis 13 Zentimeter lange und 2,5 bis 6 Zentimeter breite Blattspreite war lanzettlich-elliptisch. Der Blattrand war ganzrandig oder unregelmäßig und wellig gezackt. Die Blattspitze war spitz bis zugespitzt. 
Der rispenförmige Blütenstand war endständig oder achselständig und trug viele Blüten. Die Blütenstandsstiele waren 1,5 bis 3,5 mm lang. Die Blütenstiele maßen 5 bis 10 mm. Der Blütenkelch war 1,5 bis 2 mm lang und war mit kurzen, breiten, gezackten Lappen besetzt. Die 1,5 bis 1,75 mm lange, weiße Blütenkrone war sternförmig. Die Kronlappen waren breit eiförmig-dreieckig und spitz zulaufend. Die Staubbeutel waren 2 mm lang. 
Die leuchtend roten oder scharlachroten, kugelförmigen Beeren hatten einen Durchmesser von ungefähr 6 mm. Sie enthielten etwa 3 mm lange Samen.

## Vorkommen
Die Art ist ein Endemit der Norfolkinsel und der Lord-Howe-Insel, gilt dort aber als wahrscheinlich ausgestorben.
Auf der Norfolkinsel wurde das letzte Exemplar 1830 von Alan Cunningham gesammelt. Jedoch gibt es einen Bericht von Joseph Henry Maiden aus dem Jahre 1904, in dem Pflanzen von der Phillip-Insel erwähnt werden, deren Früchte wie leuchtend rote, längliche Tomaten aussehen. Das letzte Exemplar von der Lord-Howe-Insel sammelte der australische Botaniker John Luke Boorman im Jahre 1920. Im Februar 1949 wurde in New South Wales ein Exemplar gesammelt, welches von einem kultivierten Baum stammen sollte. Nachforschungen zu diesen kultivierten Pflanzen im Jahre 1985 blieben jedoch erfolglos.
Die Ursache des Aussterbens ist vermutlich eine Kombination aus Verdrängung durch invasive Pflanzenarten und durch Nagetiere, die die Früchte und Samen fraßen.